# Hampton Court

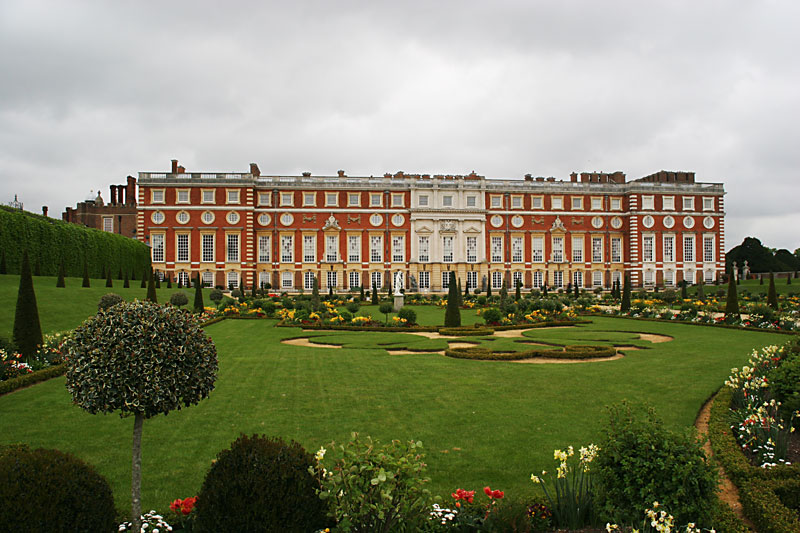
Pałac Hampton Court, fasada południowa

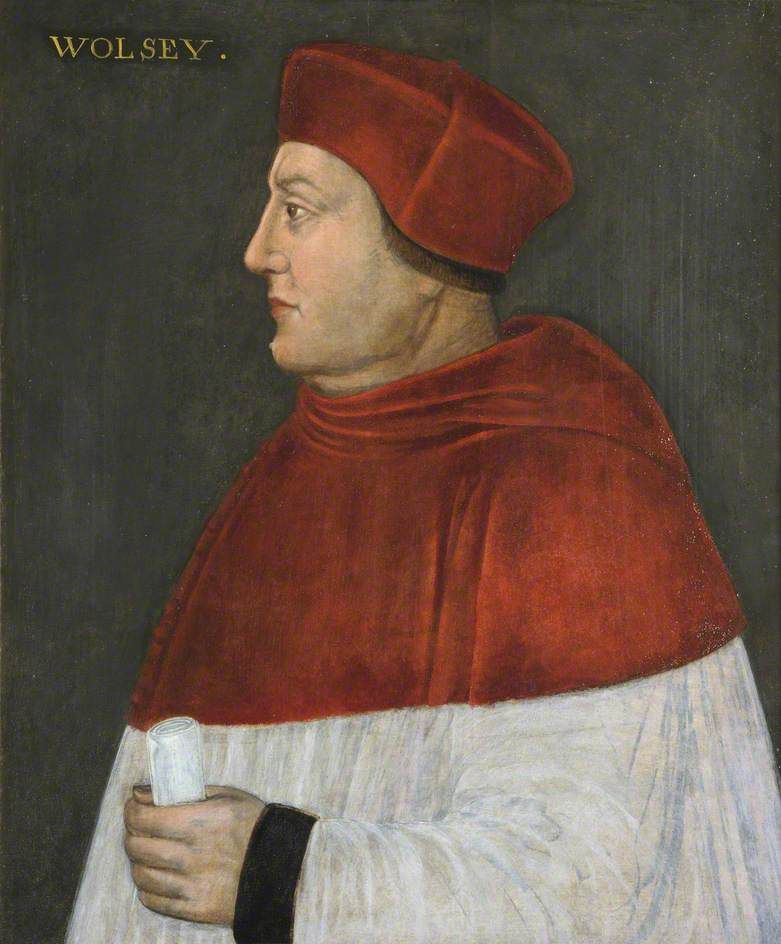
Arcybiskup Tomasz Wolsey

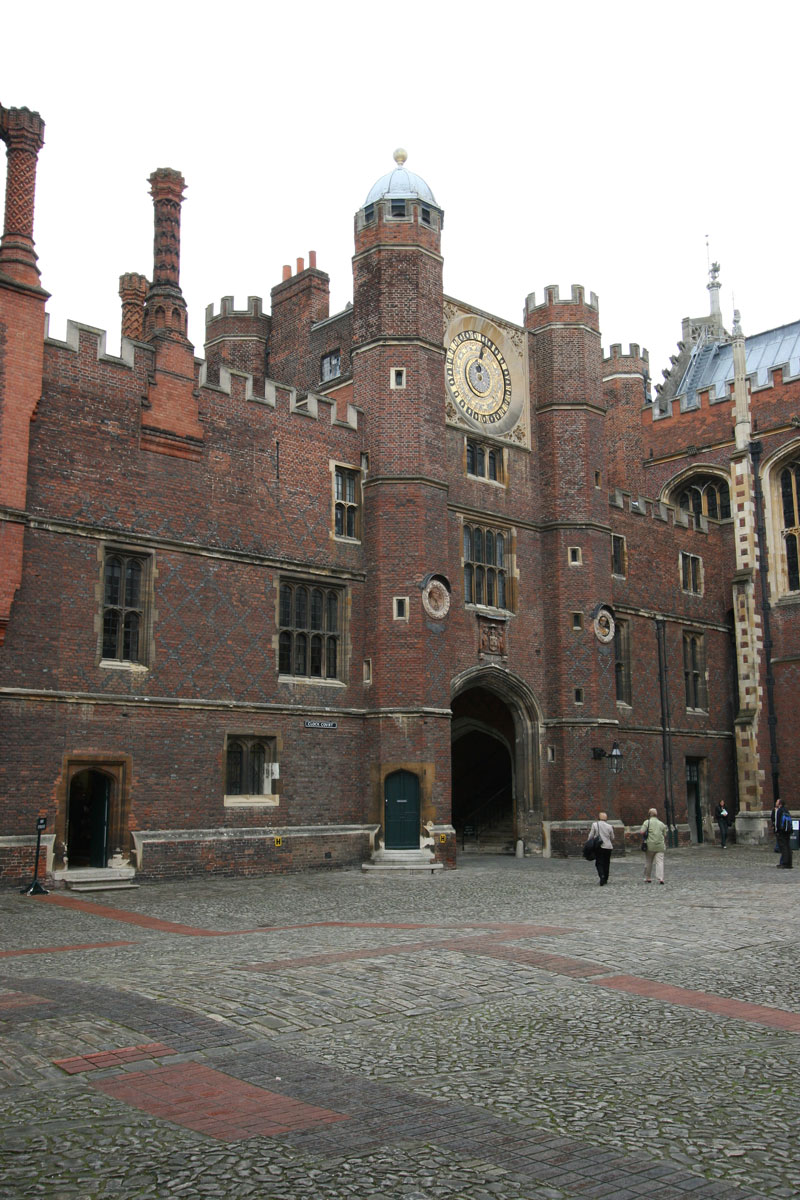
Pałac Hampton Court, Dziedziniec Zegarowy ("Clock Courtyard")

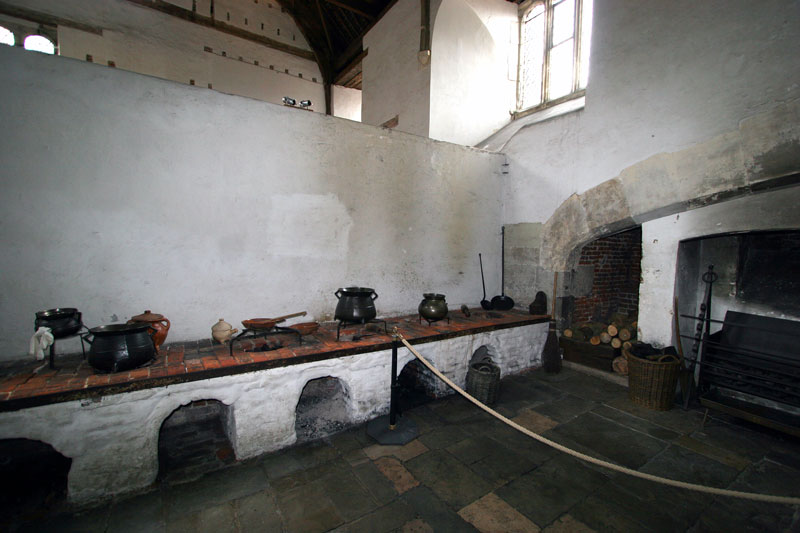
Pałac Hampton Court, kuchnia z epoki Tudorów

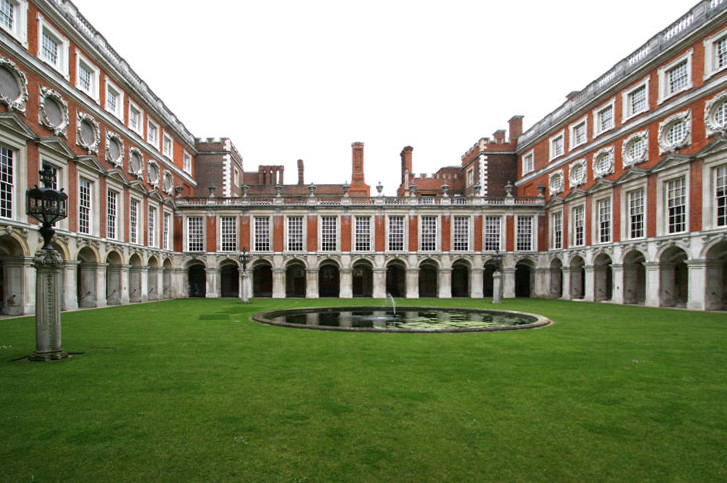
Pałac Hampton Court, dziedziniec wewnętrzny

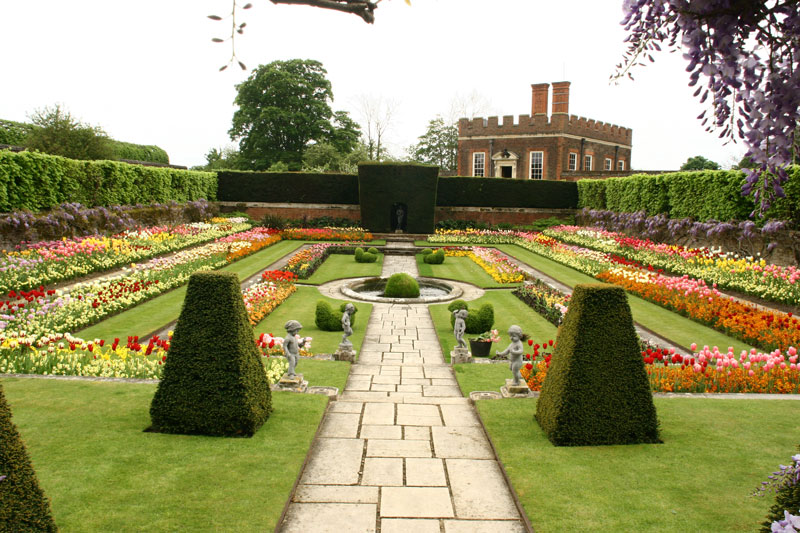
Pond garden przy pałacu Hampton Court, w tle budynek Banqueting House

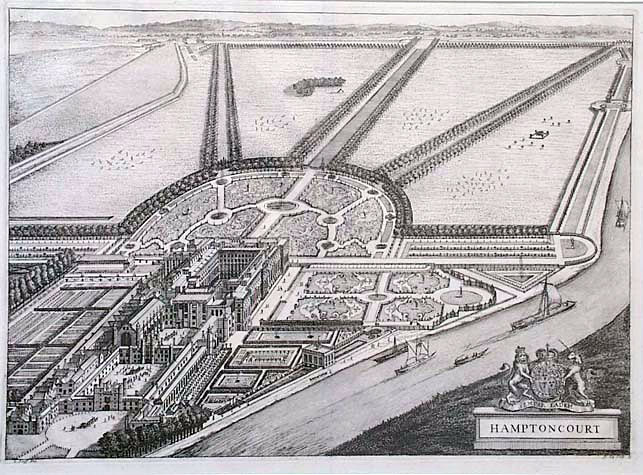
Widok pałacu i parku Hampton Court z początku XVII wieku

Hampton Court – pałac w gminie Richmond upon Thames, na południowo-zachodnim krańcu Londynu (ok. 20 km od centrum), od 1528 roku własność monarchów Anglii.

## Historia pałacu

### Joannici i dzierżawcy
Pierwszymi właścicielami (od 1236) Hampton Court byli joannici, którzy wznieśli tam budynki folwarczne. Wykopaliska i zapiski kronikarskie wskazują na istnienie dużej drewnianej stodoły i niewielkiego murowanego pomieszczenia o charakterze administracyjno-magazynowym. Później, w XV wieku, na terenie obecnego Dziedzińca Zegarowego (Clock Court), wzniesiono również szereg pomieszczeń o charakterze mieszkalnym.
W 1503 Hampton Court odwiedził król Henryk VII wraz z żoną, Elżbietą York. Dwa lata później, w 1505 Lord Szambelan Henryka VII, Sir Giles Daubeney wydzierżawił posiadłość od joannitów na 99 lat. Niewiele wiadomo o Hampton Court z czasów Daubeneya. Historycy podejrzewają, że w zgodzie ze statusem społecznym i funkcją dworską dzierżawcy wzniesiono wówczas szereg pomieszczeń o charakterze rezydencyjnym. Jest prawdopodobne, że król i jego rodzina często gościli w Hampton Court.
Sześć lat po śmierci Daubeneya, w 1514, nowym dzierżawcą (kontrakt na 99 lat) został Tomasz Wolsey arcybiskup Yorku i jeden z głównych doradców Henryka VIII. W trakcie kilkuletniej (1515–1521) przebudowy przeprowadzonej przez Wolseya rezydencja nabrała charakteru renesansowego pałacu, inspirowanego projektami Averulina, Leonarda da Vinci i zasadami teoretycznymi wyłożonymi w traktacie Paolo Cortese De Cardinalatu. Zachowane fragmenty wskazują na bardzo czytelny zgeometryzowany program architektoniczny pałacu, klasyczne zdobienia fasad, piano nobile z apartamentami reprezentacyjnymi przeznaczonymi dla monarchy i jego ówczesnej żony, Katarzyny Aragońskiej. Z czasów Wolseya pochodzą również zachowane do dziś kuchnie pałacowe oraz budynki wokół Base Court (Dziedzińca) mieszczące pomieszczenia gościnne (40 pokoi). Włoski artysta Giovanni da Maiano wykonał serię terakotowych medalionów z portretami cesarzy rzymskich wokół dziedzińca. Wolsey używał Hampton Court zarówno jako prywatnej rezydencji wypoczynkowej, jak i dla celów państwowych (między innymi, w 1527, podejmował tutaj poselstwo francuskie).

### Czasy Tudorów
Po 1528 Wolsey, popadłszy w niełaskę u króla, został pozbawiony władzy i majątku. W ten sposób Hampton Court został własnością Henryka VIII. W czasie swojego 38-letniego panowania król spędził w Hampton Court 811 dni, podczas częstych lecz dość krótkich wizyt. Szereg przebudów, rozpoczętych bezpośrednio po przejęciu pałacu a zakończonych około 1540 kosztowało skarbiec królewski 62 tysiące ówczesnych funtów (około 18 milionów obecnych funtów). Dodano wówczas Wielki Hall (Great Hall) o charakterze jadalni, kaplicę, garderobę, toalety, salę do gry w tenisa i szereg innych pomieszczeń. Wytyczono również ogrody wypoczynkowe oraz park leśny do polowań. Do pałacu doprowadzono wodę bieżącą ołowianymi rurami z odległości około 5 km. W 1546 Henryk VIII podejmował w Hampton Court francuskiego ambasadora (przyjęcie na 1500 osób).
Następcy Henryka VIII, jego dzieci Edward VI, Maria I i Elżbieta I przebywali regularnie w Hampton Court, nie dokonując jednak żadnych zmian w pałacu ani jego otoczeniu.

### Stuartowie i Protektorat
Jakub I z dynastii Stuartów i jego żona – Anna Duńska również chętnie przebywali w Hampton Court, głównie z uwagi na jego atrakcyjność myśliwską i bliskość do Londynu. Król używał także rezydencji do spotkań państwowych – w 1604 odbywa z przedstawicielami purytan (konferencję w Hampton Court, która, jakkolwiek nie przyniosła rezultatów, przyczyniła się do powstania angielskiego przekładu Biblii (Biblia króla Jakuba).
Następca Jakuba I, Karol I, przebywał w Hampton Court zarówno jako władca, jak i – po przegraniu wojny z wojskami parlamentu – jako więzień (przez trzy miesiące w 1647). Hampton Court, jak wszystkie majątki królewskie, został zarekwirowany i w 1652 sprzedany Edmundowi Blackwallowi (za 6638 ówczesnych funtów i siedem szylingów), lecz już wkrótce (1654) odkupiony dla Lorda Protektora Olivera Cromwella.
Po restauracji monarchii Karol II preferował Zamek Windsor, lecz używał również pałacu w Hampton Court, zwłaszcza jako miejsca posiedzeń rady królewskiej. Z czasów Karola II pochodził kanał, wykopany na osi pałacu oraz pomieszczenia w południowo-wschodnim narożniku, będące apartamentami jego kochanki, Lady Castlemaine.

### Dynastia Orańska
Po rewolucji angielskiej z lat 1688–1689 nowi władcy: Maria II i  Wilhelm III zatrudniają Christophera Wrena do przeprowadzenia gruntownej przebudowy pałacu, który miał stać się główną rezydencją królewską, w miejsce nielubianego przez Wilhelma III pałacu Whitehall. Oryginalny plan Wrena zakładał rozbiórkę całego pałacu Tudorów (poza salą jadalną). Jednak z powodu braku czasu i środków rozebrano tylko apartamenty mieszkalne z czasów Henryka VIII. Wkrótce po rozpoczęciu prac, w grudniu 1689, z powodu nadmiernego ich tempa oraz kiepskiej jakości zaprawy doszło do zawalenia się części nowo wznoszonych murów.
Prace przerwała śmierć królowej, Marii II. Owdowiały Wilhelm stracił zainteresowanie projektem, znajdującym się wówczas na etapie zakończonych prac murarskich.
Prace wykończeniowe wznowiono w 1697, a impetu nabrały w rok później, po pożarze pałacu Whitehall, przy wydatnym udziale Wilhelma III, który był autorem wielu modyfikacji i zmian w projektach. Sam Wilhelm III nie zamieszkał nigdy w Hampton Court – w 1702, w trakcie nadzorowania prac budowlanych, spadł z konia i umarł w wyniku wywiązanych komplikacji. Jego następczyni, Anna I wykorzystywała Hampton Court głównie do polowań, kontynuując przebudowę pałacu. Z czasów królowej Anny pochodzi wystrój i wyposażenie kaplicy królewskiej oraz prywatnych apartamentów.

### Hanowerczycy
Pierwszy władca z dynastii hanowerskiej, Jerzy I przejawiał niewiele zainteresowania Hampton Court, oddając pałac na rezydencję swojemu synowi, księciu Walii, późniejszemu królowi Jerzemu II. Jerzy II, wraz z małżonką, Karoliną Ansbachską zamieszkali w Hampton Court w 1716. Znany architekt William Kent uzyskał kontrakt na budowę i wyposażenie apartamentów księstwa. Przez kilka miesięcy w 1718 Hampton Court gości króla Jerzego I wraz z całym dworem. Za rządów Jerzego II, w 1732 przeprowadzono ostatnią rozbudowę Hampton Court, dodając serię apartamentów dla drugiego syna monarchy (tzw. Cumberland Suite). W 1737 pałac był użyty po raz ostatni jako oficjalna rezydencja monarchy wraz z rodziną i całym dworem.
Jerzy III nie interesował się Hampton Court, woląc przebywać w Zamku Windsor. Dlatego też, już od 1760 rozpoczęto stopniowe przenoszenie wyposażenia i mebli z apartamentów królewskich do innych londyńskich i podlondyńskich posiadłości monarszych, a na terenie pałacu wydzielano apartamenty, prawem zamieszkania w których monarcha nagradzał osoby szczególnie zasłużone dla Korony. Ostatnim takim gościem w Hampton Court była w latach 1943–1976 Lady Olave Baden Powell (wdowa po założycielu skautingu, Robercie Baden-Powellu). Pomimo że życie dworskie znikło z Hampton Court na dobre, sam pałac i ogrody były utrzymywane w dobrym stanie (między innymi przez znanego ogrodnika Lancelota Capability Browna, który był również rezydentem Hampton Court).

### Wiek XIX
W 1797, pod kierunkiem Jamesa Wyatta mają miejsce pierwsze prace restauracyjne w pałacu mające na celu odtworzenie dawnego wyglądu sali jadalnej. Królowa Wiktoria w 1838 podjęła decyzję udostępnienia pałacu do zwiedzania szerokiej publiczności. W wyniku prac przeprowadzonych do 1851 pod kierownictwem Edwarda Jessego przywrócono oryginalny wygląd z czasów Tudorów całej zachodniej fasadzie. Drugi etap prac restauracyjnych (retudoryzacja wyglądu wewnętrznych dziedzińców) przeprowadzono w połowie lat 70. XIX wieku.

### Wiek XX
Obie wojny światowe nie spowodowały żadnych zniszczeń w pałacu ani jego otoczeniu. Poważny pożar apartamentów królewskich w 1986 spowodował decyzję przywrócenia ich do stanu z czasów przebudowy Wrenna (z około 1700). Po kilku latach żmudnych prac apartamenty udostępniono ponownie do zwiedzania w 1992.

## Park i ogrody
Już pierwszy dzierżawca Hampton Court, Sir Giles Daubney, rozkazał otoczyć płotem przylegające do posiadłości 120 hektarów ziemi z przeznaczeniem na park, w którym hodowano jelenie i króliki dla polowań. Następca Daubneya, kardynał Wolseley spowodował założenie pierwszego niewielkiego ogrodu ozdobnego i sadu na terenie posiadłości.
W czasach Henryka VIII powstał istniejący do dziś układ ogrodów w Hampton Court – prywatny, formalny ogród od południa pałacu, park myśliwski na wschodzie, park rekreacyjno-spacerowy na północy, a od zachodniej strony wejście do posiadłości i dziedziniec turniejowy, zbudowany pod koniec rządów króla i nigdy przez niego nie używany. Układ ten przetrwał niezmieniony aż do czasów Wilhema III Orańskiego, który przeprowadził przebudowę całej posiadłości, w tym i ogrodów, w stylu barokowym.

### Ogrody prywatne
Ogród prywatny, założony w 1702 a zrekonstruowany w latach 1991–1995 zamknięty jest kutą kratą wykonaną przez francuskiego kowala Jeana Tijou pod koniec XVII wieku. W sąsiedztwie znajduje się ogród w stawie (Pond Garden) założony przez Marię II w miejscu dawnych stawów rybnych z czasów Henryka VIII.
Pobliska oranżeria pochodzi z czasów Karola I, od 1630 używana do eksponowania cyklu dziewięciu obrazów "Triumf Cezara" pędzla Andrea Mantegna zakupionych przez króla w Hiszpanii. Przy oranżerii rośnie najstarszy na świecie krzew winorośli (odmiana Black Hamburg), posadzony w 1768 przez Cabability Browna, nadal plonujący (około 300 kg winogron rocznie).
Nad brzegiem Tamizy znajduje się Pawilon Bankietowy (Banqueting House) zbudowany w czasach Wilhelma III (1700) dla niewielkich spotkań po kolacji. Autorem wystroju malarskiego pawilonu jest Antonio Verrio.

### Park myśliwski
Bezpośrednio do pałacu przylega półkolisty ogród formalny (East Front Garden) z ciętymi w stożki cisami z początku XVIII wieku i rabatami kwiatowymi z przełomu XIX i XX wieku. Za czasów królowej Anny (1710) oddzielono ogród formalny od parku półkolistym kanałem. Na przedłużeniu osi ogrodu wykopano w parku 1660 długi kanał (Long Water), pierwotnie obsadzony szpalerami lipowymi po obu stronach. W 1993 dla uczczenia jubileuszu królowej Elżbiety II na końcu kanału zainstalowano pięć fontann.
W parku znajduje się XIX-wieczne pole golfowe. Stado jeleni liczy około 350 sztuk.

### Park rekreacyjny i labirynt ogrodowy
Żywopłotowy labirynt ogrodowy został posadzony między 1689 a 1695 przez George’a Londona i Henry’ego Wise’a dla Wilhelma III Orańskiego, być może w miejscu, w którym istniał wcześniejszy labirynt, posadzony dla kardynała Wolseya. Pierwotnie do nasadzeń użyto grabu, choć później uzupełniano labirynt innymi roślinami. Labirynt obejmuje obszar około 1300 metrów kwadratowych, a łączna długość ścieżek wynosi około 800 metrów.
Labirynt jest jednym zachowanym fragmentem parku rekreacyjnego, który w XVIII wieku składał się z wysokich ciętych szpalerów poprzeplatanych ścieżkami spacerowymi.

### Dziedziniec turniejowy
Wydzielony w czasach Henryka VIII, otoczony był pięcioma wieżami, z których widzowie mogli obserwować turnieje. Do dziś zachowała się jedna z wież, mieści obecnie restaurację. W XVIII i XIX wieku dziedziniec podzielony został na kilka mniejszych ogrodów (ogród różany, ogród bylinowy, ogród pnączy).